# Stenellipsis flavolineata
Stenellipsis flavolineata är en skalbaggsart som beskrevs av Stefan von Breuning 1938. Stenellipsis flavolineata ingår i släktet Stenellipsis och familjen långhorningar. Inga underarter finns listade i Catalogue of Life.